# Nogaro
Nogaro település Franciaországban, Gers megyében. Lakosainak száma 2226 fő (2022. január 1.). Nogaro Arblade-le-Haut, Caupenne-d’Armagnac, Loubédat, Sainte-Christie-d’Armagnac, Sion és Urgosse községekkel határos.

## Népesség
A település népességének változása:
| Lakosok száma | 2140 | 2013 | 2008 | 1969 | 1960 | 1980 | 2009 | 2027 | 2097 | 2226 |
|               | 1968 | 1982 | 1990 | 2006 | 2013 | 2015 | 2017 | 2019 | 2020 | 2022 |